# КУД „Полет” Кладово
КУД „Полет” је културно-уметничко друштво основано 1948. године у Кладову. Од оснивања Друштво даје велики допринос у очувању и неговању богатог народног и културног стваралаштва и један је од носилаца културног и уметничког живота града и околине.

Данас је профил друштва углавном фолклорни и броји 140 чланова разврстаних у пет ансамбла различитог узраста. На репертоару друштва су око 15 кореографија наших еминетних кореографа које изводи први ансамбл и још десетак кореографија у извођењу дечјих ансамбала.
Визија друштва је посвећеност деци и омладини и њеној културној едукацији, те враћању правим уметничким вредностима која се огледа у традиционалној култури.
Улога ангажованих лица је да и убудуће својом креативношћу и својим сопственим снагама креира програме на високом културном нивоу и презентује великом аудиторијуму у нашој општини и шире. Друштво годишње приреди преко 40 наступа и самим тим је једно од најангажованијих и најорганизованијих удружења грађана општине Kладово. 
Као културни амбасадор општине Кладово, учествује на многим манифестацијама широм Србије, а такође, своје умеће у песми и игри ансамбл је представио и широм Европе, почев од Аустрије, Немачке, Данске, Шведске, Чешке, Украјине, Грчке, Бугарске, Румуније...

## Награде и признања
За свој дугогодишњи успешан рад и велики допринос развоју аматерског културног стваралаштва „Полет” је добитник великог броја друштвених признања. 
На републичким смотрама аматерских културно уметничких друштава Србије, три пута су проглашени за најбоље. 
Једно од највећих признања златну статуту Јована Дучића, „Полет” је добио 2015. године на II Међународном фестивалу фолклора у Требињу.
Добитник је „Септембарске награде“, 2018. године, за изузетан допринос афирмацији општине Kладово чија су ангажовања пример другима. 